# Saint-Ours (Puy-de-Dôme)
Saint-Ours é uma comuna francesa na região administrativa de Auvérnia-Ródano-Alpes, no departamento Puy-de-Dôme. Estende-se por uma área de 55,91 km². Em 2010 a comuna tinha 1 672 habitantes (densidade: 29,9 hab./km²).